# Liste des cardinaux créés par Pie IX
Le pape Pie IX a créé 123 cardinaux lors de 23 consistoires.
Depuis le décès du cardinal Luigi Oreglia di Santo Stefano le 7 décembre 1913, il n'y a plus de cardinal vivant connu créé par le pape Pie IX.

## Créés le 21 décembre 1846
- Gaetano Baluffi -
- Giuseppe Bofondi - , in pectore
- Raffaele Fornari - , in pectore
- Pietro Marini -

## Créés le 11 juin 1847
- Giacomo Antonelli -
- Giuseppe Bofondi -
- Jacques-Marie Antoine Célestin Dupont -
- Pierre Giraud -

## Créés le 20 janvier 1848
- Carlo Vizzardelli -

## Créés le 30 septembre 1850
- Juan José Bonel y Orbe -
- Giuseppe Cosenza -
- Paul-Thérèse-David d'Astros -
- Pedro Paulo de Figuereido da Cunha e Melo -
- Raffaele Fornari -
- Thomas-Marie-Joseph Gousset -
- Césaire Mathieu -
- Giuseppe Pecci -
- Roberto Giovanni F. Roberti -
- Judas José Romo y Gamboa -
- Maximilian Joseph Gottfried Sommerau Beeckh -
- Melchior Ferdinand Joseph von Diepenbrock -
- Johannes von Geissel -
- Nicholas Patrick Stephen Wiseman -

## Créés le 15 mars 1852
- Giovanni Brunelli - , in pectore
- Girolamo D'Andrea -
- Ferdinand-François-Auguste Donnet -
- Domenico Lucciardi -
- Carlo Luigi Morichini -
- Michele Viale-Prelà - , in pectore

## Créés le 7 mars 1853
- Giovanni Brunelli -
- Prospero Caterini -
- François-Nicolas-Madeleine Morlot -
- Giusto Recanati -
- Vincenzo Santucci -
- Domenico Savelli -
- Ján Krstitel Scitovszky -
- Michele Viale-Prelà -

## Créés le 19 décembre 1853
- Camillo Di Pietro - , in pectore
- Vincenzo Gioacchino Raffaele Luigi Pecci - , futur pape Léon XIII

## Créés le 17 décembre 1855
- Joseph Othmar von Rauscher -
- Karl August von Reisach -
- Clément Villecourt -
- Francesco Gaude -

## Créés le 16 juin 1856
- Alessandro Barnabò -
- Camillo Di Pietro -
- Gaspare Grasselini -
- Juraj Haulík Váralyai -
- Mihail Lewicki -
- Francesco de' Medici di Ottaiano -

## Créés le 15 mars 1858
- Antonio Benedetto Antonucci -
- Cirilo de Alameda y Brea -
- Teodolfo Mertel -
- Giuseppe Milesi Pironi Ferretti -
- Enrico Orfei -
- Pietro de Silvestri -
- Manuel Joaquín Tarancón y Morón -

## Créé le 25 juin 1858
- Mgr Manuel Bento Rodrigues da Silva -

## Créés le 27 septembre 1861
- Gaetano Bedini -
- Alexis Billiet -
- Miguel García Cuesta -
- Fernando de la Puente y Primo de Rivera -
- Antonio Maria Panebianco -
- Angelo Quaglia -
- Angelo Ramazzotti -
- Carlo Sacconi -

## Créés le 16 mars 1863
- Giuseppe Andrea Bizzarri -
- Antonio Saverio De Luca -
- Filippo Maria Guidi -
- Luis de la Lastra y Cuesta -
- Francesco Pentini -
- Jean-Baptiste-François Pitra -
- Giuseppe Luigi Trevisanato -

## Créé le 11 décembre 1863
- Henri-Marie-Gaston Boisnormand de Bonnechose -

## Créés le 22 juin 1866
- Luigi Maria Bilio -
- Domenico Consolini -
- Paul Cullen -
- Gustave-Adolphe de Hohenlohe-Schillingsfürst -
- Antonio Matteucci -

## Créés le 13 mars 1868
- Lorenzo Barili -
- Giuseppe Berardi -
- Lucien-Louis-Joseph-Napoléon Bonaparte -
- Edoardo Borromeo -
- Annibale Capalti -
- Innocenzo Ferrieri -
- Matteo Eustachio Gonella -
- Raffaele Monaco La Valletta -
- Juan de la Cruz Ignacio Moreno y Maisanove -

## Créés le 22 décembre 1873
- Mariano Benito Barrio Fernández -
- Flavio Chigi -
- Mariano Falcinelli Antoniacci
- Alessandro Franchi -
- Joseph Hippolyte Guibert -
- Tommaso Maria Martinelli -
- Inácio do Nascimento Morais Cardoso -
- Luigi Oreglia di Santo Stefano -
- René-François Régnier -
- János Simor -
- Camillo Tarquini -
- Maximilian Joseph von Tarnóczy -

## Créés le 15 mars 1875
- Ruggero Luigi Emidio Antici Mattei - , in pectore
- Domenico Bartolini -
- Victor-Auguste-Isidore Dechamps -
- Pietro Gianelli -
- Mieczysław Halka Ledóchowski -
- Henry Edward Manning -
- John McCloskey -
- Salvatore Nobili Vitelleschi - , in pectore
- Bartolomeo Pacca - , in pectore
- Lorenzo Ilarione Randi - , in pectore
- Giovanni Simeoni -  ,  in pectore

## Créés le 17 septembre 1875
- Ruggero Luigi Emidio Antici Mattei -
- Godefroy Brossais-Saint-Marc -
- Salvatore Nobili Vitelleschi -
- Bartolomeo Pacca -
- Lorenzo Ilarione Randi -
- Giovanni Simeoni -

## Créés le 3 avril 1876
- Bartolomeo d'Avanzo -
- Johannes Baptiste Franzelin -

## Créés le 12 mars 1877
- Francesco Saverio Apuzzo -
- Francisco de Paula Benavides y Navarrete -
- Luigi di Canossa -
- Louis-Marie-Joseph-Eusèbe Caverot -
- Frédéric de Falloux du Coudray -
- Manuel Garcia Gil -
- Edward Henry Howard -
- Lorenzo Nina -
- Miguel Payá y Rico -
- Enea Sbarretti -
- Luigi Serafini -

## Créés le 22 juin 1877
- Johann Baptist Rudolph Kutschker -
- Josip Mihalovic -
- Lucido Maria Parocchi -

## Créés le 28 décembre 1877
- Vincenzo Moretti -
- Antonio Pellegrini -

### Sources
- Site de Mirandas
- Charles Berton et Jacques-Paul Migne, Dictionnaire des cardinaux : contenant des notions générales sur le cardinalat, Paris, Jacques-Paul Migne, 1857, 1824 p. (lire en ligne) La Liste des Cardinaux créés par Pie IX est page 1806.